# 11 Comae Berenices
Désignations
11 Comae Berenices (11 Com) est une étoile visible à l'œil nu de magnitude apparente 4,74 qui se situe dans la partie méridionale de la constellation de la Chevelure de Bérénice, à mi-chemin entre les constellations de la Vierge et du Lion, entre les étoiles Vindemiatrix (ε Vir) et Denebola (β Leo).

## L'astrométrie
En 1712, pour la première fois, Flamsteed désigne formellement cette étoile dans son catalogue en indiquant qu’il s’agit de la 11e étoile en ordre d’ascension droite (d’Ouest en Est) que l’on trouve dans la constellation de la Chevelure de Bérénice, d’où son nom 11 Comae Berenices (en latin).
Un siècle plus tard, le directeur de l’observatoire de Bonn, Friedrich Wilhelm Argelander, compile ses observations dans le Bonner Durchmusterung (1852-9), le catalogue pré-photographique le plus complet de son époque et encore utilisé par les astronomes aujourd’hui. 11 Com y figure sous la référence BD +18 2592, ce qui signifie qu’elle est la 2592e étoile répertoriée en ordre croissant à partir de l’ascension droite 0 dans le 18e degré de déclinaison (c'est-à-dire entre 18° et 19° au-dessus de l’équateur céleste). 
En raison de la précession des équinoxes, et dans une moindre mesure du mouvement propre de l'étoile, celle-ci se trouve aujourd'hui à 12h 20m 43,027s d'ascension droite et +17° 47′ 34,33″ de déclinaison.
Dans la seconde moitié du XIXe siècle, l’astrophotographie se développe permettant des cartographies plus complètes et des mesures plus précises.
Le projet astrométrique Carte du Ciel est initié en 1887 par l’observatoire de Paris et avait pour but d’inventorier les étoiles de l’ensemble du Ciel jusqu’à la magnitude 11 ou 12 sur la base de plaques photographiques. Au vu de l’ampleur de la tâche (plusieurs millions d’étoiles), il est lancé en coopération de plusieurs observatoires dans le monde, qui avaient chacun la tâche d’inventorier les étoiles sur une certaine bande de déclinaison. 11 Com se trouvait dans la section dévolue à l’observatoire de Paris (toutes les étoiles entre 18 et 24° de déclinaison). Trop ambitieux, le projet ne verra jamais le bout, bien qu’un catalogue soit publié en 1958. 
De fait les premiers catalogues limiteront le nombre d’étoiles inventoriées, soit en magnitude soit sur une partie du ciel. 
Aux États-Unis l’observatoire du collège d’Harvard à Cambridge, Massachusetts, sous la direction de Edward Charles Pickering, et pour attirer l’attention sur les systèmes photométriques, publie en 1884 un premier catalogue de 4 000 étoiles, le Harvard Photometry qui est complété en 1908 par le Harvard Revised Photometry catalogue qui recense les étoiles des deux hémisphères jusqu’à la magnitude photométrique 6,5 (environ 9 000 étoiles) et dans lequel les étoiles sont classées par ordre d’ascension droite. 11 com y est répertoriée sous la référence HR 4697. Les données relatives à ces 9 000 étoiles du catalogue HR sont maintenues et annotées depuis 1930 dans le Yale Bright Star Catalogue, qui est le catalogue qui recense toutes les étoiles visibles sur la voute céleste. Il a été réédité plusieurs fois depuis, jusqu’à sa dernière édition en 2005.
11 com étant une étoile brillante, elle figure dans l'ensemble des catalogues astrométriques généralistes, tel que les catalogues de Boss (General Catalog, 1937) qui inventorie la position des étoiles jusqu’à la magnitude 7 pour l’ensemble de la voute céleste, sous la référence GC 16835.
En Allemagne, elle est mentionnée sous la référence AG+18 1179 dans les éditions successives (1929, 1975) de l’Astronomische Gesellschaft Katalog, catalogue photométrique de 200 000 étoiles jusqu’à la magnitude 9 mais limité aux déclinaisons de -2° jusqu’au pôle nord. Comme il s’agit d’une étoile aisément distinguable dans le ciel, elle est considérée comme une étoile de référence permettant de se repérer dans le ciel. Elle figure à ce titre dans le supplément du Fundamental Katalog (1991) sous le nom FK5 2987.
On la retrouve également dans le catalogue SAO (Smithsonian Astrophysical Observatory publié en 1966), qui, plus complet, contient l’ensemble des étoiles de la voute céleste jusqu’à la 9e magnitude, puis en 1988 dans le Position and Proper Motion catalog qui lui succède (ref SAO 100053 et PPM 128975).
À l'ère des satellites, nous retrouvons notre étoile dans le Guide Star Catalog (1980), qui cartographie le ciel jusqu’à la magnitude 15 sur la base de plaques photographiques. Il est créé et utilisé pour positionner le télescope Hubble et notre étoile y figure sous la désignation GSC 0144502560. Enfin et surtout elle apparaît dans les deux catalogues utilisés dans le cadre de la mission du satellite Hipparcos qui a pour but de mesurer précisément la position et les parallaxes (la distance) des étoiles : le catalogue Hipparcos comprenant 120 000 étoiles avec une précision de la milliseconde d’arc, et le catalogue Tycho, avec une précision de l’ordre des 20 milliseconde d’arc (désignations HIP 60202 et TYC 1445-2560-1).

### Le mouvement propre
En reprenant les positions indiquées pour 11 Com dans les différents catalogues depuis 1855, on observe que sur la sphère céleste l'étoile semble se diriger vers le Sud-Est. Le mouvement propre communément retenu aujourd'hui sur la base des données recueillies par le satellite Hipparcos en 1991 sont: -108.81 mas/an (millisecondes d'arc / an) en ascension droite et 89,44 mas/an en déclinaison.
| Catalogue           | Désignations | Année | Ascension droite | Déclinaison     |
| ------------------- | ------------ | ----- | ---------------- | --------------- |
| Durchmusterung      | BD+18 2592   | 1855  | 12h 13m 24,4s    | +18° 36′ 8″     |
| Henry Draper        | HD 107383    | 1900  | 12h 15m 6s       | +18° 21′        |
| Fundamental Katalog | FK5 2987     | 1950  | 12h 18m 11,516s  | +18° 04′ 08,38″ |
| Fundamental Katalog | FK5 2987     | 2000  | 12h 20m 43,09s   | +17° 47′ 33,6″  |

### La mesure de la parallaxe trigonométrique
Bien que la première mesure de parallaxe soit réalisée par FG von Struve en juillet 1836 sur Véga, il faudra attendre les mesures du satellite Hipparcos entre 1989 et 1993 pour pouvoir réaliser ces mesures sur des étoiles plus lointaines. Le mouvement propre de 11 Com étant peu important on estima que l’étoile était trop éloignée pour effectuer ces calculs de parallaxe. Elle n’apparait donc pas dans les catalogues d’étoiles proches (Ross, Wolf, Gliese, Giclas) ou d’étoile au mouvement propre important (Luyten) ni dans le GCTP publié en 1952 (et mis à jour depuis) qui présente tous les calculs de parallaxe connus.
Il faudra attendre Hipparcos pour pouvoir connaître la distance de l’étoile au moyen de la parallaxe annuelle. Les données fournies par le satellite (qui réalisera un total de 99 observations de 11 Com) indique une parallaxe = 9,04 mas +/- 0,86 mas . À partir de la parallaxe nous pouvons calculer la distance de l’étoile : 110 pc [1/plx/1000] ou 361 al [d(pc)*3,2616] (entre 101-122 pc ou 329-398 al en tenant compte de l’erreur).
À noter cependant que cette parallaxe fut approchée par une autre méthode grâce à la spectroscopie qui avait permis d'établir la magnitude absolue de l'étoile et donc d'en déduire la distance (voir le chapitre dédié).

## Système stellaire

### Une étoile binaire
En 1883, George W. Hough, directeur de l’observatoire Dearborn à Chicago, découvre avec une lunette astronomique de 18″ que 11 Com est une étoile double. La paire figure dans son catalogue sous le nom HO.52 suivi de la mention 11 Com et de sa position. Il l’observe plusieurs fois entre 1882 et 1886 et mesure un  angle de position de 43°5 et une distance angulaire de 9,08″ entre chaque étoile. Hough précise aussi une magnitude apparente de 5 pour l’étoile principale et de 13 pour son compagnon. Il ajoute d’ailleurs en note que la paire est extrêmement difficile à observer en raison de la petite taille de son compagnon. Il effectue de nouvelles mesures en 1894, depuis le nouvel observatoire Dearborn de la Northwestern University, qui a déménagé en 1889 à Evanston, quelques kilomètres au nord de la ville de Chicago. Il précise d’ailleurs dans la deuxième édition de son catalogue avoir une bien meilleure qualité d’observation grâce à l’absence de fumées dues à la ville. Ces nouvelles observations de HO.52 publiée dans la 4e édition de son catalogue confirment les observations précédentes.
La paire figurera ensuite dans les différents catalogues dédiés aux étoiles doubles : le catalogue d'étoiles doubles Aitken (ADS, 1932) sous la référence ADS 8521 A / B, et plus récemment le CCDM (le catalogue des composantes d'étoiles doubles et multiples) publié en 1994 pour le catalogue Hipparcos : CCDM 12207+1748 A et B.
De nos jours, le WDS (le catalogue d'étoiles doubles de Washington) de l’observatoire Lick, publié à partir de 1963, inclut le système sous la désignation de WDS J12207+1748 (qui sont l'ascension droite et la déclinaison dans le système J2000.0) et le code de découverte HO 52. L'étoile B, qui brille d'une magnitude de 12,9, était localisée en date de 2020 à une distance angulaire de 9,3 secondes d'arc et selon un angle de position de 42° de l'étoile A.

### Compagnon sub-stellaire
L'étoile possède un compagnon sub-stellaire. Découverte en 2007 par Liu Y.-J., Sato B. et al. dans le cadre d'un programme de recherche commun Chine-Japon, elle est publiée le 11 janvier 2008 par l'American Astronomical Society. L'objet a été découvert après trois et deux ans de mesure des vitesses radiales respectivement par les spectrographes des observatoires d'Okayama (Japon) et de Xinglong (Chine).
La masse de l'objet étant bien au-delà de la limite de combustion du deutérium, il est considéré comme étant une naine brune. Au moment de sa découverte, il s'agit de la troisième naine brune découverte autour d'une étoile géante de masse intermédiaire, à une distante inférieure à 5 UA de l'étoile principale. Cette découverte est importante car elle montre que l'on ne retrouve pas pour les étoiles géantes, le phénomène de "désert de naines brunes" (absence de naine brune à moins de 5 UA de l'étoile) comme cela est le cas par exemple pour les étoiles de type solaire.
| Planète  | Masse             | Demi-grand axe (ua) | Période orbitale (jours) | Excentricité | Inclinaison | Rayon |
| -------- | ----------------- | ------------------- | ------------------------ | ------------ | ----------- | ----- |
| 11 Com b | > 19,4 ±1,5 Mj MJ | 1,29 ±0,05 UA       | 326,03 ±0,32 jours       | 0,231 ±0,005 |             |       |

## La spectroscopie
Les progrès de la photographie permettent dès la fin du XIXe siècle de faciliter les mesures et l'étude de la lumière émise par les étoiles. Ces observations se font au moyen de spectroscopes, des prismes qui décomposent la lumière émise par les étoiles en bandes de couleur. Ces spectres permettent ensuite de mesurer la composition de l’étoile (classée en types spectraux O, B, A, G, K, M), la luminosité absolue de l’étoile (Types I, II, III…), ce qui permet de déduire la température, la masse le rayon de l'étoile, ainsi que son histoire, sa distance au Soleil et enfin, par mesure de l’effet Doppler (décalage vers rouge du spectre) : la vitesse radiale, soit la vitesse à laquelle l’étoile s’éloigne de l'observateur.

### Le type spectral
Edward Charles Pickering supervise à partir de 1885 les travaux de spectroscopie de l’université d’Harvard. Cette technique permet d’analyser le spectre de la lumière émise par une étoile afin d’en déterminer sa composition chimique et d’évaluer sa température de surface. Une méthode de classification des étoiles en fonction de leur type spectral avait été élaborée à l’université d’Harvard par Henry Draper. Edward Charles Pickering poursuit ses travaux et supervise à partir de 1885 un programme de mesures systématiques de 225000 étoiles réalisé à l’observatoire d’Harvard de Cambridge, pour l’hémisphère N, et à celui d’Arequipa au Pérou pour l’hémisphère S. Leur système de mesure permet d’obtenir sur une seule plaque photographique les spectres de plusieurs centaines d’étoiles même les plus faibles. Les résultats seront publiés dans le catalogue Henry Draper (1918-24). Une extension est publiée en 1949 avec 150000 étoiles supplémentaires. Le volume du catalogue Henry Draper pour les ascensions droite 12 h, 13 h et 14 h dans lequel 11 Com figure sous la référence HD 107383 est publié en 1920 . Il indique le type spectral K0, comme le sont α Bootis (Arcturus) et α Phe (Ankaa), ceci permet de déduire que 11 Com est une étoile de couleur jaune-orange avec une température de surface d’environ 5000 K. De nos jours la valeurs communément mesurée est G8+IIIFe-1.

### L’estimation de la distance à partir de la spectroscopie
- Si vous ne connaissez pas le sujet, laissez ce bandeau (vous pouvez alors contacter les auteurs).
- Si vous supprimez le contenu mis en cause (vous pouvez préalablement contacter les auteurs),

argumentez précisément cette suppression dans la page de discussion
(un manque de référence n'est pas un argument ; une recherche réelle de référence doit avoir été effectuée, être formellement documentée).
Sur la base de la classe de luminosité d'une étoile et du type spectral, en étalonnant le système avec des étoiles dont on connait la distance, on peut calculer la magnitude absolue moyenne de chaque Type/Classe. En 1952, une étude de NG. Roman de l’observatoire Yerkes tente d’évaluer la parallaxe spectroscopique d’un certain nombre d’étoiles dont le spectre se situe entre F5 et K5, dont notre étoile 11 Com.
Les étoiles dont on connait la parallaxe tirée du General Catalog of Stellar Parallaxes (Yale, 1935) ou leurs moyennes lorsqu’elles sont mesurées par plusieurs observatoires (Allegheny, Cape, Greenwich, Mc Cormick et Yales) sont utilisées afin d’établir une magnitude absolue moyenne pour chacun des types spectraux, ce qui permet d’étalonner le système sur le diagramme HR et de classer les étoiles en fonction de leurs magnitudes absolues. Pour 11 Com, les résultats obtenus sont magnitude = 4,91, Type spectral = G8III, magnitude absolue = 0,0, une parallaxe spectrale = 0,0105 et un mouvement propre (corrigé du mouvement du Soleil) de 75 km/s. 
Sur la base de ces observations et notamment la différence entre magnitude visible et absolue, on peut en déduire une distance de 95,9 pc ou 312 al. Le résultat, bien que basé sur une magnitude moyenne du type G8III, donne un résultat très proche des mesures de parallaxe trigonométrique réalisées par Hipparcos.

### La vitesse radiale
La spectroscopie peut permettre aussi de mesurer la vitesse à laquelle un étoile s’éloigne (ou s’approche) de l’observateur : la vitesse radiale. L’effet Doppler découvert au XIXe siècle provoque un décalage du spectre vers le rouge lorsque l’étoile s’éloigne et vers le bleu lorsqu’elle s’approche. La mesure précise de ce décalage permet d’en déduire la vitesse radiale.
En 1913 est réalisée une mesure de la vitesse radiale de l’étoile au moyen du spectrographe de l’observatoire Lick du Mont Wilson (Californie). L’étude indique pour 11 Comae Berenices (dans sa désignation Flamsteed), une vitesse radiale observée de +43,5 km/s.
En 1953, toutes les mesures de vitesse radiale de l’observatoire du mont Wilson sont finalement publiées dans le GCRV (General Catalogue of Stellar Radial Velocity) qui contient 15000 étoiles. Le catalogue donne pour GCRV 7404 (11 Com) une vitesse radiale de 42,4 km/s (la moyenne pour les étoiles est entre 30 et 50 km/s). En 1997, une étude publie les résultats des mesures de vitesses radiales sur les étoiles de type G5-K5. Pour HD 107383 les mesures faites entre 1966 et 1989 s’échelonnent entre 43,9 et 45,3 km/s, Simbad retient une valeur moyenne de 44,4 km/s.
Puisque l’on connait la distance de l’étoile, on peut en calculer la vitesse tangentielle (Vt = 4,74.µ / p) où µ = Mouvement propre et p = angle de parallaxe. Associé à la vitesse radiale (Vr) de l’étoile, on peut mesurer la vitesse (V) réelle de l’étoile : V² = Vr² + Vt². En reprenant les données publiées au catalogue GCRV, la vitesse réelle de l’étoile que l’on calcule est de 76,11 km/s.

### Vitesse de rotation des étoiles
La mesure de la vitesse de rotation des étoiles (plus précisément, la vitesse mesurée est la projection de la vitesse de rotation équatoriale sur la ligne de visée), s’obtient par spectroscopie. Elle se traduit par un élargissement des raies spectrales. En 1955, à l’observatoire Lick, on mesure par spectroscopie la vitesse de rotation de 11 Com < 20 km/s (v sin i).
Des mesures ultérieures publiées en 1970 par le Contr. Astroph. Kwasan Obs. Univ. Kyoto et Contr. Oss. Astrof. Padova à Asiago, donnent des vitesses de rotation de v sin i < 19 km/s et v sin i = 10 km/s respectivement.